# Dorfkirche Retzow

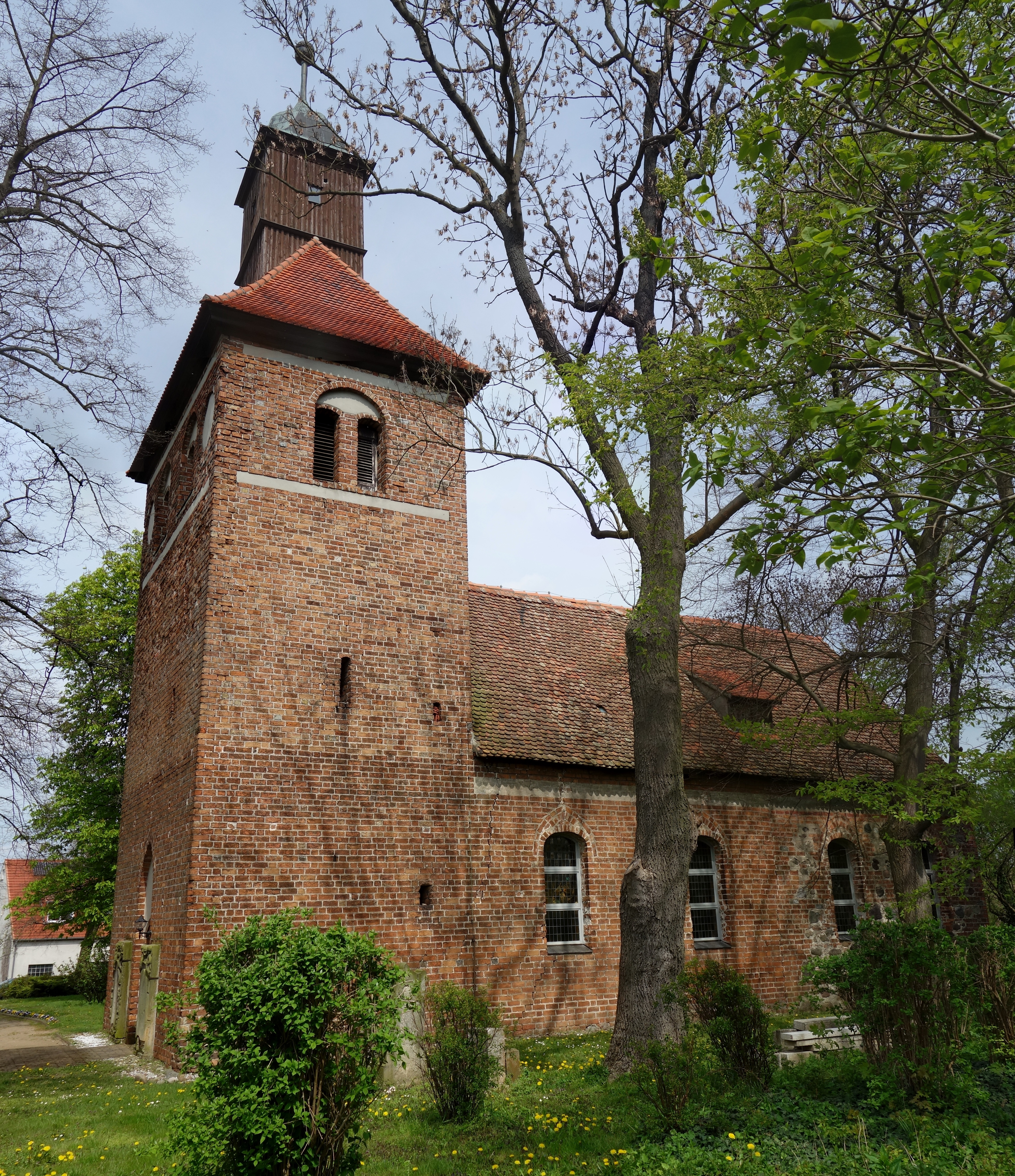
Dorfkirche in Retzow

Die evangelische Dorfkirche Retzow ist eine Saalkirche in Retzow, einer Gemeinde im brandenburgischen Landkreis Havelland. Die Kirchengemeinde gehört dem Pfarrsprengel Retzow im Kirchenkreis Nauen-Rathenow der Evangelischen Kirche Berlin-Brandenburg-schlesische Oberlausitz an. Das Gebäude steht unter Denkmalschutz.

## Baubeschreibung
Es handelt sich um einen spätgotischen Backsteinsaalbau aus dem Jahr 1500 mit einem dreiseitigen Ostschluss und einem Westquerturm. Der Ostteil des Gebäudes besteht aus Mischmauerwerk und ist durch eine Mauerfuge abgesetzt. An der Nordseite befindet sich ein Lanzettbogenportal mit gestuftem Backsteingewände. Die ursprünglichen Spitzbogenfenster wurden in der Barockzeit in korbbogige Öffnungen umgestaltet. Unter dem Traufgesims befindet sich ein Putzfries. Im Osten gibt es einen geritzten Maßwerkfries mit Fischblasen. Am Westturm befindet sich ein Segmentbogenportal in einer hohen Spitzbogenblende. Die gekuppelten Schallöffnungen zwischen horizontalen Putzbändern werden von Kreisblenden flankiert. 
Auf dem Walmdach befindet sich eine verbretterte Laterne aus dem Jahr 1728. Ursprünglich waren im Turmuntergeschoss und im Schiff Gewölbe geplant. Die Saalinnenwände sind durch spitzbogige Wandnischen gegliedert. Eine Westempore auf Holzsäulen stammt aus dem Jahr 1800. Der hohe Kanzelaltar stammt aus dem Jahr 1720. Der fünfseitige Kanzelkorb wird von gekuppelten korinthischen Säulen streng gerahmt; schmale Schnitzwangen mit Wein- und Ährendekor verzieren den Korb. Den Schalldeckel ziert ein Wappen; darüber befindet sich am gesprengtem Giebel das Dreifaltigkeitssymbol. 
Der Taufstein ist aus Holz und stammt aus dem Jahr 1795. Die Orgel wurde 1847 von Friedrich Hermann Lütkemüller gebaut und steht gesondert unter Denkmalschutz. An der Südwand befindet sich eine Grabplatte für Sophie Elisabeth von Retzow († 1729). Zwei Glocken stammen aus dem 15. Jahrhundert und eine aus dem Jahr 1599, gefertigt von J. Bodecker aus Warburg. An der Außenwand befinden sich drei Grabplatten aus dem 17. und 18. Jahrhundert. Der Hauptweg zur Kirche wird von zwei Gedenkstelen des Empire flankiert, die aus kannelierten Säulenstümpfen mit Inschriftschildern und Urnen (davon eine zerstört) bestehen. Diese wurden um 1800 errichtet.